# Dinonemertes investigatoris
Dinonemertes investigatoris is een soort in de taxonomische indeling van de snoerwormen (Nemertea). De huid van de worm is geheel met trilharen bedekt. De snoerworm jaagt op prooien van zijn eigen omvang en vangt deze met behulp van zijn slurf. 
De worm behoort tot het geslacht Dinonemertes en behoort tot de familie Dinonemertidae. De wetenschappelijke naam van de soort werd voor het eerst geldig gepubliceerd in 1906 door Laidlaw.
Een exemplaar van deze soort werd verzameld door het exploratieschip Investigator, waarnaar de soort is genoemd, ten oosten van de Laccadiven op meer dan 2.000 meter diepte. Het was 15 cm lang, 4,8 cm breed en 4 mm dik.